# ماشك سبهداري (كوركا)
ماشك سبهداري (بالفارسية: ماشک سپهداری) هي قرية تقع في إيران في قسم كورکا الريفي. يقدر عدد سكانها بـ 370 نسمة بحسب إحصاء 2016.